# 漢肯經濟學院

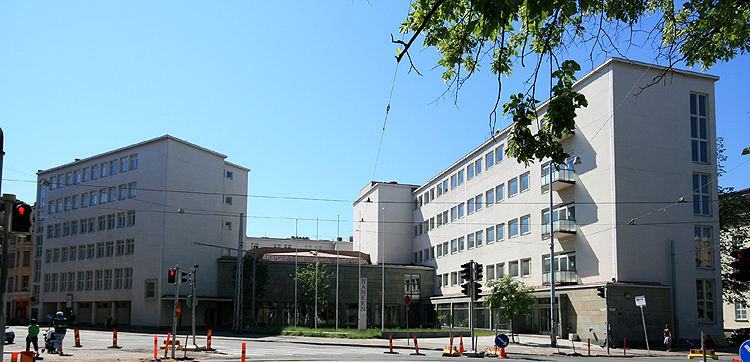
赫尔辛基校区

漢肯經濟學院（瑞典語：Hanken Svenska handelshögskolan），又称汉肯商学院，是一所主要用瑞典语教学的芬兰商学院。校区位于赫尔辛基和瓦萨。该校成立于1909年，为芬兰最早开设的商学院，也是北欧最早的商学院之一。该校也是芬兰唯一的不隶属于其它大学的商学院。
汉肯用英语提供硕士、博士及MBA学位的课程，学士及硕士的课程也可以用瑞典语来学习。《金融时报》在2017年把汉肯的管理硕士学位排名在欧洲的61位。汉肯在U-Multirank的“研究及研究合作”排名中名列第五。
汉肯是76所拥有三重认证（AACSB、AMBA、EQUIS）的商学院之一。
汉肯有超过14,000位校友，遍及70个国家。